# The Dick Van Dyke Show
The Dick Van Dyke Show war eine US-amerikanische Sitcom, die vom 3. Oktober 1961 bis zum 1. Juni 1966 von dem Sender CBS produziert wurde. Die Idee zur Show entwickelte Carl Reiner und in den Hauptrollen wurden Dick Van Dyke und Mary Tyler Moore besetzt.
Die Serie bot den Zuschauern einen humoristischen Einblick in die Produktion einer fiktiven Fernsehshow, der Alan Brady Show. 

## Inhalt
Die Episoden handeln in der Regel von Robert Petrie (Dick Van Dyke) und seinen Assistenten Buddy Sorrell (Morey Amsterdam) und Sally Rogers (Rose Marie), welche die Texte für die Show schreiben. 
Andere Episoden beschreiben das Eheleben Robs mit seiner Frau Laura (Mary Tyler Moore).
In der Pilot-Episode aus dem Jahr 1960 spielte zudem Produzent Carl Reiner die Rolle des Robert Petrie neben Barbara Britton als Laura. Reiner wurde anschließend mit der Rolle des Alan Brady, dem Chef Petries, betraut. Innerhalb der Serie schreibt Robert Petrie an seinen Memoiren über das Leben mit seiner Frau Laura und schließt diese im Serienfinale ab. Nachdem die Memoiren von den Verlegern abgelehnt werden, schlägt Alan Brady vor, die Geschichte als TV-Serie zu veröffentlichen, mit ihm selbst in der Hauptrolle als Robert Petrie. Auf diese Weise schließt sich der Kreis zum anders besetzten Pilotfilm.

## Charaktere
- Robert Petrie (Dick Van Dyke) ist ein Drehbuchautor für The Alan Brady Show.
- Laura Petrie (Mary Tyler Moore) ist Robs Ehefrau.
- Buddy Sorrell (Morey Amsterdam) ist Robs Arbeitskollege.
- Sally Rogers (Rose Marie) ist Robs Arbeitskollegin.
- Richard Petrie (Larry Mathews) ist Robs Sohn.
- Melvin Cooley (Richard Deacon) ist Robs Produzent.
- Jerry Helper (Jerry Paris) ist Robs Nachbar.
- Millie Helper (Ann Guilbert) ist Jerrys Ehefrau.